# 维克托·米尼巴耶夫
维克托·米尼巴耶夫（Victor Minibaev，1991年7月18日—），俄羅斯男子跳水運動員，獲取2012年倫敦奧運會男子組10公尺跳臺第4名。

## 簡歷
2012年，维克托·米尼巴耶夫代表俄罗斯參加英國倫敦舉行的奥林匹克运动会跳水比賽男子10米高臺賽事，最終获得第四名。此外，他又與伊爾雅·扎哈洛夫搭檔出戰男子雙人10米高臺賽事，最終獲第六名。